# Joaquin G. Bernas
Pour les articles homonymes, voir Bernas.
Compléments
Bernas contribua à la rédaction de la Constitution des Philippines
Joaquin G. Bernas, (né le 8 juillet 1932 à Baao, en Camarines Sur aux Philippines et mort le 6 mars 2021), est un prêtre jésuite philippin, professeur de droit et doyen émérite de la faculté de droit de l’Ateneo de Manille (Philippines). Auteur de plusieurs livres et articles de droit constitutionnel, il fut membre de la commission chargée en 1986 de rédiger la Constitution des Philippines.

## Biographie

### Formation et études
Joaquin G. Bernas entre dans la Compagnie de Jésus en juin 1950 et fait son noviciat à  Quezon City. Sa formation spirituelle de base terminée, il fait un baccalauréat classique (latin, grec et anglais) au Berchmans College de Cebu (Philippines). Après sa licence en philosophie (1957), il entreprend des études de droit à la faculté de droit de l’Ateneo de Manille.
Envoyé aux États-Unis pour y faire le cycle d’études théologiques préparatoires au sacerdoce (au collège Woodstock (de)), il y est ordonné prêtre en juin 1965. Il poursuit à l’université de New York des études de science juridique (1966) et en sort avec le doctorat deux ans plus tard (1968).

### Carrière
Revenu dans son pays natal, Joaquin G. Bernas enseigne le droit constitutionnel et le droit politique à la faculté de droit de l’Ateneo (université) de Manille. Il y occupe à différents moments de sa carrière diverses positions importantes, dont celui de doyen et président de la faculté de droit (1984-1993). Il est également supérieur de l’important scolasticat, professeurs et étudiants, attaché à l’Ateneo (1994-2000). 
Supérieur provincial des jésuites philippins de 1976 à 1982, il lui incomba la tâche délicate de les diriger durant les années difficiles de la Loi martiale imposée par Marcos. Proche des leaders de l’opposition, il aurait inspiré plusieurs discours et lettres de Corazon Aquino, du cardinal Sin ou d’autres évêques philippins.  
En 1986, Bernas est membre de la commission chargée de rédiger une nouvelle constitution pour le pays. D’autres responsabilités officielles lui sont confiées, comme d’être consultant légal du bureau présidentiel engagé dans le processus de réconciliation et paix (1994-2000).
Atteignant l’âge de la retraite en 2004, Joaquin G. Bernas est fait doyen émérite de la faculté de droit. Il continue à y enseigner le droit constitutionnel et le droit public international. En 2008, l'université de Davao lui confère un doctorat en droit honoris causa.

## Publications
- The 1987 Constitution of the Republic of the Philippines: A Commentary, Rex Bookstore, 2009.
- Constitutional Structure and Powers of Government, Rex Bookstore, 2006.
- Constitutional Rights and Social Demands, Rex Bookstore, 2004.
- The 1987 Constitution of the Philippines: A Comprehensive Reviewer, Rex Bookstore, 2006.
- An Introduction to Public International Law, Rex Bookstore, 2002.
- From One-Man Rule to "People Power.", dans  Ateneo Law Journal, vol.44 (2001).
- The Intent of the 1986 Constitution Writers, Rex Bookstore, 1995.